# Cissy van Marxveldt
Setske de Haan (n. 24 noiembrie 1889, Oranjewoud⁠(d), Provincia Frizia, Țările de Jos – d. 31 octombrie 1948, Bussum, Olanda de Nord, Țările de Jos), mai cunoscută sub pseudonimul Cissy van Marxveldt, a fost o scriitoare neerlandeză de cărți pentru copii. Ea este cunoscută mai ales ca autoare a seriei de romane Joop ter Heul.

## Biografie
Setske de Haan s-a născut pe 24 noiembrie 1889, în Oranjewoud, un sat din nordul provinciei Frizia din Țările de Jos. Ea a fost fiica lui IJnze de Haan, profesor de istorie și director de școală, și a lui Froukje de Groot.
În 1914 l-a întâlnit pe Leo Beek, care era un director de magazin și ofițer de infanterie în rezervă. De Haan și Beek s-au căsătorit pe 2 februarie 1916 și au avut doi fii, Leo și IJnze. În timpul ocupației germane a Țărilor de Jos, Beek a fost arestat și ulterior executat în lagăruld e tranzit Westerbork în 1944, iar soția sa a aflat acest lucru abia în 1946. Ea a murit la Bussum pe 31 octombrie 1948.

## Activitatea literară
De Haan și-a început cariera literară scriind articole și povești pentru revistele neerlandeze sub pseudonimele Cissy van Marxveldt, Betty Bierema și Ans Woud. În anul în care s-a căsătorit (1916), a publicat prima carte din ceea ce avea să devină o serie de romane despre o fată încăpățânată, Joop ter Heul. Cărțile, cu o temă similară cu Cele patru fiice ale doctorului March de Louisa May Alcott, conțin mai multe note de jurnal și scrisori. Ele urmăresc peripețiile lui Joop, ale surorii și prietenilor ei de școală, din copilărie până la căsătorie. Seria este formată din cinci volume:
- Anii de liceu ai lui Joop ter Heul (1919)
- Problemele lui Joop ter Heul (1921)
- Joop ter Heul se căsătorește (1923)
- Joop și băieții ei (1925)
- Fetele lui Joop ter Heul (1946)

Romanele pentru adolescente Joop ter Heul ale lui Van Marxvelt au avut o influență notabilă asupra scrierilor Annei Frank, care și-a adresat scrisorile ei zilnice unei prietene imaginare pe nume Kitty. Cercetătorii scrierilor Annei Frank, precum și Kitty Egyedi, prietena Annei, consideră că personajul Kitty este inspirat de un personaj creat de Van Marxveldt: Kitty Francken, o prietenă de-a lui Joop și o destinatară frecventă a scrisorilor ei.
Van Marxveldt a scris, de asemenea, mai multe cărți pentru adulți dintre care Een zomerzotheid („Nebunie de vară”) a avut succes comercial și i-a adus autoarei mulți bani.
Ea și-a dedicat ultima carte She Suffered Too soțului ei, după ce a aflat de executarea lui de către forțele naziste de ocupație, pentru că făcea parte din Mișcarea de rezistență.

## Scrieri
În timpul vieții ei, Cissy van Marxveldt a publicat 27 de cărți. Două cărți au fost publicate postum.
- Game – and set! (1917)
- Het hoogfatsoen van Herr Feuer: herinneringen aan mijn Duitschen kantoortijd (1918)
- De H.B.S. tijd van Joop ter Heul (1919)
- Caprices (1922)
- De Kingfordschool (1922)
- Joop ter Heul's problemen (1923)
- Joop van Dil-ter Heul (1923)
- Het nieuwe begin (1924)
- Rekel (1924)
- Burgemeester's tweeling (1925)
- De Stormers (1925)
- Joop en haar jongen (1925)
- Kwikzilver (1926)
- Een zomerzotheid (1927)
- De Arcadia: een genoeglijke reis naar Spitsbergen (1928)
- De louteringkuur (1928)
- Herinneringen: verzamelde schetsen (1928)
- Marijke (1929)
- Confetti (1930)
- Puck van Holten (1931)
- De toekomst van Marijke (1932)
- Marijke's bestemming (1934)
- De enige weg (1935)
- Hazehart (1937)
- Pim 'de stoetel' (1937)
- De dochter van Joop ter Heul (1946)
- Ook zij maakte het mee (1946)
- De blokkendoos (1950)
- Mensen uit een klein dorp (1950)